# Sindrome da astinenza da alcol
La sindrome da astinenza da alcol è una sindrome che può manifestarsi a seguito di una riduzione del consumo di alcol dopo un periodo di abuso.
Nel mondo occidentale circa il 15% delle persone ha problemi di alcolismo. Circa la metà delle persone che hanno una dipendenza da alcol è soggetta a manifestare sintomi di astinenza dopo la riduzione del consumo. Il 4% dei soggetti manifesta sintomi gravi; di questi, il 15% decede.
Sebbene i sintomi dell'astinenza da alcol siano stati descritti nel 400 a.C. da Ippocrate, si ritiene che questa sia diventata un problema diffuso solo a partire dal 1700.
L'astinenza da alcol può manifestare sintomi negli individui che hanno una dipendenza dall'alcol e deriva da una ridotta reattività dei recettori GABA nel cervello. la riduzione del consumo di alcol può essere pianificata o non pianificata.
I sintomi includono tipicamente ansia, tremori, sudorazione, vomito, tachicardia e febbre lieve; sintomi più gravi possono includere convulsioni, allucinazioni e delirium tremens. I sintomi iniziano solitamente circa sei ore dopo l'ultima assunzione, peggiorano tra le 24 e le 72 ore successive e migliorano entro sette giorni.
Il processo di astinenza viene generalmente monitorato utilizzando la scala CIWA-ar (Clinical Institute Withdrawal Assessment for Alcohol). 
La sindrome da astinenza viene trattata attraverso l'assunzione di benzodiazepine come clordiazepossido o diazepam, con un dosaggio che varia in base ai sintomi dell'individuo. Mentre l'assunzione di tiamina è raccomandata regolarmente, si dovrebbero trattare anche i problemi elettrolitici e l'ipoglicemia. Il trattamento precoce migliora i risultati.